# Grand Prix Formule 1 van Frankrijk 1969
De Grand Prix Formule 1 van Frankrijk 1969 werd gehouden op 6 juli op het Circuit de Charade in Clermont-Ferrand. Het was de vijfde race van het seizoen.

## Uitslag
| Pos. | Nr. | Coureur              | Constructeur | Rondes | Tijd / Oorzaak uitval | Grid | Punten |
| ---- | --- | -------------------- | ------------ | ------ | --------------------- | ---- | ------ |
| 1    | 2   | Jackie Stewart       | Matra-Ford   | 38     | 1:56:47.4             | 1    | 9      |
| 2    | 7   | Jean-Pierre Beltoise | Matra-Ford   | 38     | + 57.1                | 5    | 6      |
| 3    | 11  | Jacky Ickx           | Brabham-Ford | 38     | + 57.3                | 4    | 4      |
| 4    | 5   | Bruce McLaren        | McLaren-Ford | 37     | + 1 Ronde             | 7    | 3      |
| 5    | 10  | Vic Elford           | McLaren-Ford | 37     | + 1 Ronde             | 10   | 2      |
| 6    | 2   | Graham Hill          | Lotus-Ford   | 37     | + 1 Ronde             | 8    | 1      |
| 7    | 12  | Silvio Moser         | Brabham-Ford | 36     | + 2 Rondes            | 13   |        |
| 8    | 4   | Denny Hulme          | McLaren-Ford | 35     | + 3 Rondes            | 2    |        |
| 9    | 3   | Jo Siffert           | Lotus-Ford   | 34     | + 4 Rondes            | 9    |        |
| NF   | 6   | Chris Amon           | Ferrari      | 30     | Motor                 | 6    |        |
| NF   | 15  | Jochen Rindt         | Lotus-Ford   | 22     | Fysiek                | 3    |        |
| NF   | 9   | Piers Courage        | Brabham-Ford | 21     | Chassis               | 11   |        |
| NF   | 14  | John Miles           | Lotus-Ford   | 1      | Brandstofpomp         | 12   |        |

## Statistieken
| Pole-position | Jackie Stewart | Matra-Ford | 3:00.6 |
| Snelste ronde | Jackie Stewart | Matra-Ford | 3:02.7 |

## Noot
- Dit was het debuut van de Britse coureur John Miles.
- Vijfde podiumplaats voor Jacky Ickx en tiende podiumplaats voor een Belgische coureur.
- Eerste Grand Slam voor Jackie Stewart.

1906 · 1907 · 1908 · 1912 · 1913 · 1914 · 1921 · 1922 · 1923 · 1924 · 1925 · 1926 · 1927 · 1928 · 1929 · 1930 · 1931 · 1932 · 1933 · 1934 · 1935 · 1936 · 1937 · 1938 · 1939 · 1947 · 1948 · 1949 · 1950 · 1951 · 1952 · 1953 · 1954 · 1956 · 1957 · 1958 · 1959 · 1960 · 1961 · 1962 · 1963 · 1964 · 1965 · 1966 · 1967 · 1968 · 1969 · 1970 · 1971 · 1972 · 1973 · 1974 · 1975 · 1976 · 1977 · 1978 · 1979 · 1980 · 1981 · 1982 · 1983 · 1984 · 1985 · 1986 · 1987 · 1988 · 1989 · 1990 · 1991 · 1992 · 1993 · 1994 · 1995 · 1996 · 1997 · 1998 · 1999 · 2000 · 2001 · 2002 · 2003 · 2004 · 2005 · 2006 · 2007 · 2008 · 2018 · 2019 · 2021 · 2022